# HD200574
HD200574 — подвійна зоря. 
Ця подвійна система має видиму зоряну величину в смузі V приблизно 8,4.
Вона розташована на відстані близько 380,1 світлових років від Сонця.

## Подвійна зоря
Головна зоря цієї системи належить до хімічно пекулярних зір й має спектральний клас F1.
Інша компонента має спектральний клас Зорі спектрального класу .